# Corsicaanse schijftongkikker
De Corsicaanse schijftongkikker (Discoglossus montalentii) is een kikker uit de familie Alytidae. De soort werd voor het eerst wetenschappelijk beschreven door Benedetto Lanza, Giuseppe Nascetti, Massimo Capula en Luciano Bullini in 1984.

## Uiterlijke kenmerken
De lengte is ongeveer 5 tot 6 centimeter, mannetjes worden iets groter dan vrouwtjes. De kleur is bruin, van donkerbruin met donkere onregelmatige vlekken die niet lichtomrand zijn. De donker tot zwart gekleurde exemplaren komen meestal voor in berggebieden, waar de temperatuur lager is en een donkere kleur is dan handig omdat donkere kleuren meer warmte opnemen. Ook exemplaren met een lichtere basiskleur en meer roodbruine vlekken komen voor. De rode kleuren vervagen naarmate de kikker ouder wordt. De poten zijn gebandeerd, lengtestrepen op de rug ontbreken. De soort lijkt sterk op de 'gewone' schijftongkikker (Discoglossus pictus), maar heeft een meer gedrongen lichaam met een grote brede kop die een derde van de lichaamslengte beslaat.

## Algemeen
De Corsicaanse schijftongkikker komt endemisch voor op het Franse eiland Corsica. De soort is te vinden in bossen in de buurt van stromend water, net als andere schijftongkikkers blijft de kikker bij het water in de buurt en komt voor tot hoogtes van 1900 meter boven het zeeniveau. Opmerkelijk is dat de kikkers die in berggebieden leven een korte winterrust houden, wat ongebruikelijk is in het geografische gebied waar Corsica onder valt. Lange tijd werden de Sardijnse schijftongkikker (Discoglossus sardus) en de Corsicaanse schijftongkikker tot dezelfde soort gerekend, tot Lanza, Nascetti, Capula en Bullini ze in 1984 als aparte soorten classificeerden. De Corsicaanse schijftongkikker wordt bedreigd door het verlies van habitat door de bouw van dammen. 